# Obryw
Obryw – gwałtowne oderwanie się mas skalnych od stromego, urwistego stoku, częste przy trzęsieniach ziemi. Najczęściej przyjmuje formę lawiny kamiennej. Przykładem są Wantule w Dolinie Miętusiej w Tatrach. U podnóża stoku lub ściany skalnej powstaje duże nagromadzenie bloków skalnych, tworzące bezładne blokowisko, tzw. piarg. Piargi występują bądź w obrębie ścian skalnych (np. w żlebach), bądź u ich podnóża, gdzie tworzą stożki, hałdy i pokrywy usypiskowe. Składają się z materiału o różnej frakcji, od żwiru, przez kamienie po wielkie bloki skalne. Obrywy są naturalnym procesem geodynamicznym, stanowiącym olbrzymie zagrożenie dla ludzi oraz infrastruktury. W Polsce wiele dróg jest zagrożonych obrywami, a miejsca ich występowania oznaczane są przy pomocy znaku drogowego „Uwaga spadające odłamki skalne”.
Obryw to także nazwa materiału skalnego nagromadzonego w wyniku obrywu.
Obryw dzieli się na:
- obrywanie
- odpadanie

Oba zjawiska zachodzą bez kontaktu z podłożem (w fazie początkowej), ale różnią się wielkością materiału. Przy obrywaniu udział bierze wielka ilość materiału (np. duże fragmenty skał przy zboczach gór) a przy odpadaniu mała (np. pojedyncze bloki).

## Czynniki warunkujące powstawanie obrywów
Zasadniczym elementem powodującym powstawanie obrywów jest erozja i wietrzenie, a więc procesy w pełni naturalne. Dodatkowo obrywy szczególnie często występują na terenach o dużej aktywności sejsmicznej (np. Japonia czy Włochy). Nie są to jednak czynniki gwarantujące powstanie obrywu. Czynnikami dodatkowymi, podnoszącymi prawdopodobieństwo powstania obrywu są:
1. rzeźba terenu i nachylenie stoku – stoki o nachyl. > 25° względem poziomu; stoki gładkie, pozbawione roślinności, porośnięte trawą, strome żleby, rynny, depresje, kotły oraz gładkie zbocza,
2. opady i wody wgłębne – woda jest elementem redukującym siły oddziaływania w górotworze,
3. gwałtowne zmiany temperatury, ekspozycja skarp (przegrzewanie skarp południowych) – długotrwałe mrozy od –10 do –30 °C powodują wgłębne rozsadzanie przypowierzchniowe masywów. Duże dobowe wahania temperatur również sprzyjają powstawaniu obrywów, co związane jest z cieplnym współczynnikiem rozszerzalności skał.

## Przeciwdziałanie zagrożeniu wywołanemu obrywami

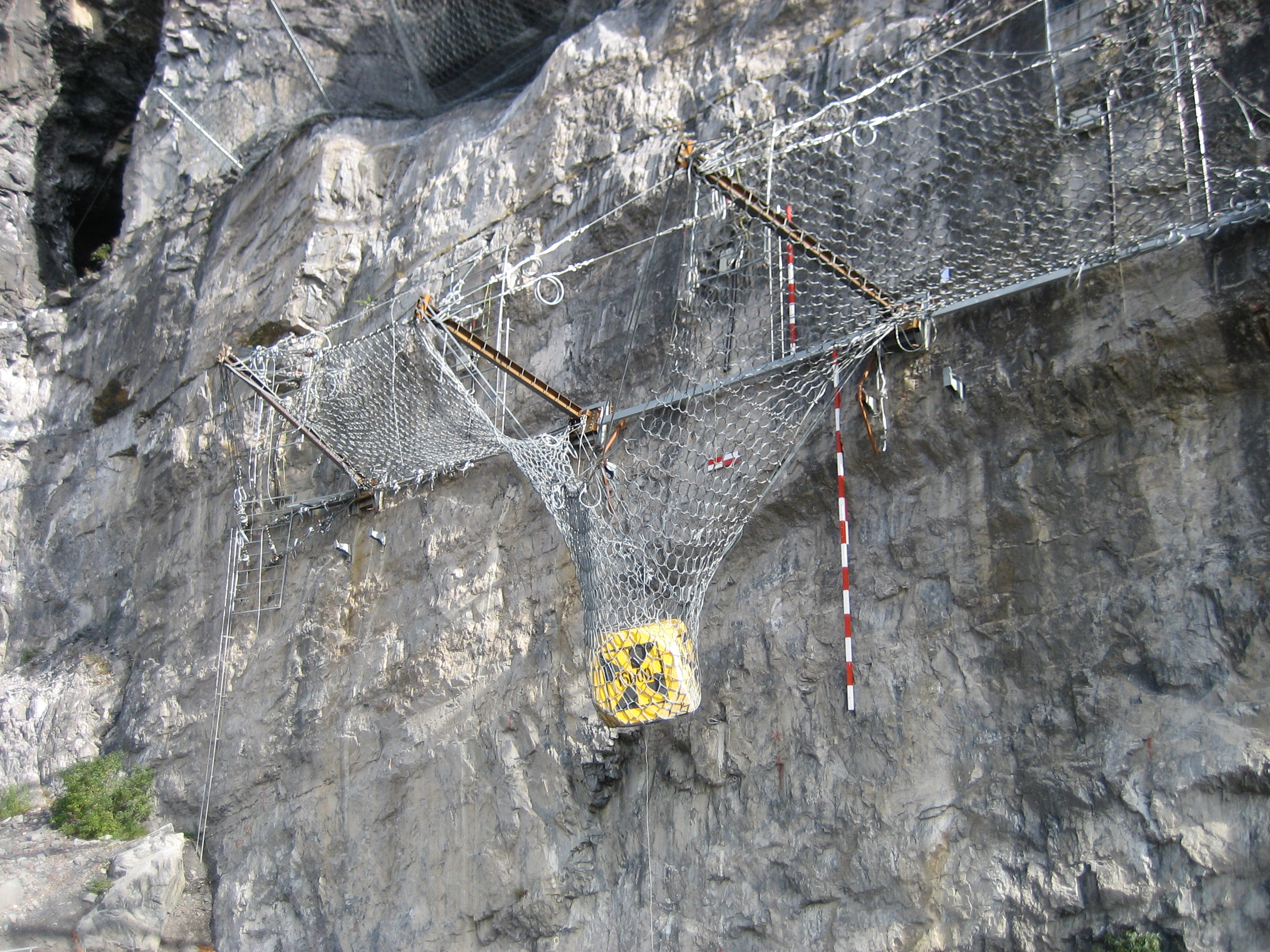
Stalowa bariera ochronna o wytrzymałości gwarantowanej na poziomie 5000 kJ. Zdjęcie z testów w skali 1:1 wykonywanych przez firmę Geobrugg ze Szwajcarii.

Mur oporowy po zatrzymaniu obrywu skalnego w Grecji. Wygląd muru po uderzeniu oraz jego geometria w porównaniu do geometrii skarp dają do myślenia.

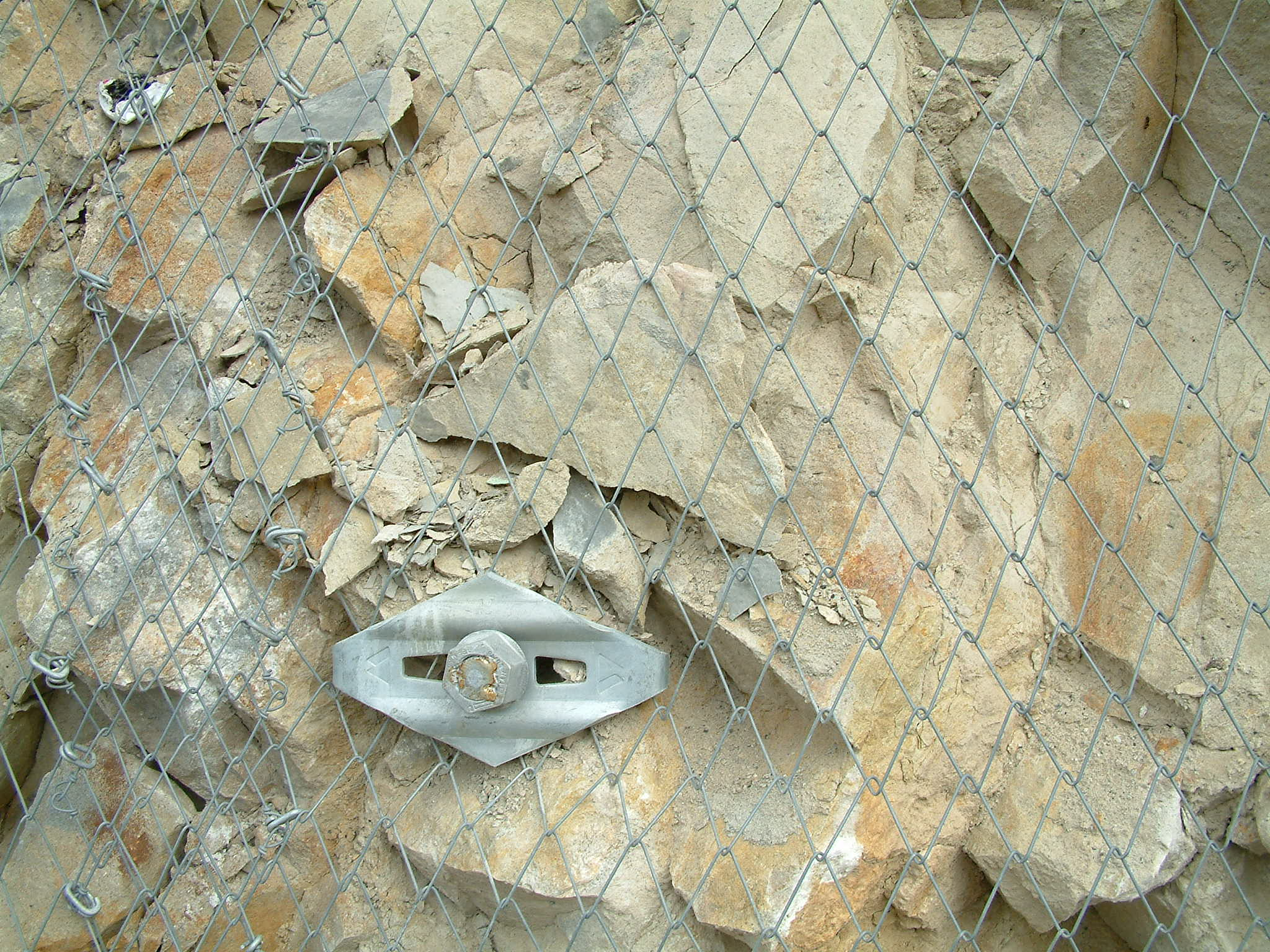
Powierzchnia skarpy skalnej zabezpieczona kotwami biernymi (gwoździami firmy TITAN) w połączeniu z pokryciem siatką stalową wysokiej wytrzymałości TECCO^{®}

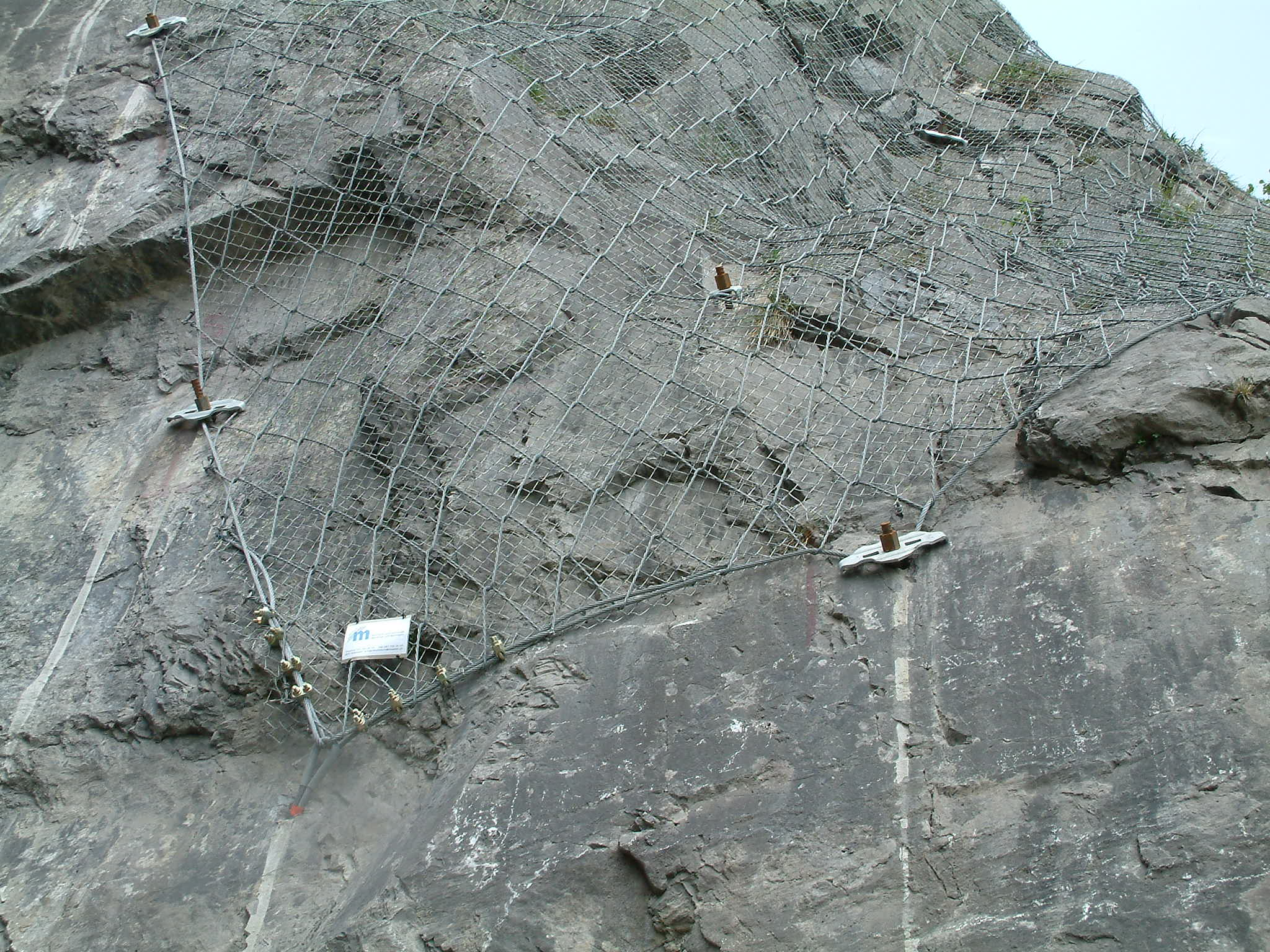
Część skarpy skalnej zagrożonej pojedynczymi obrywami o dużej masie, zabezpieczona kotwami biernymi (gwoździami) w połączeniu z pokryciem siatką stalową wysokiej sztywności i odporności mechanicznej SPIDER^{®}

Za najprostszą i jednocześnie najbardziej skuteczną metodę można uznać unikanie miejsc zagrożonych obrywami, zarówno w trakcie poruszania się po górach, jak i np. przy wyborze miejsca na lokalizację drogi. Obszary takie można określić na podstawie analizy ukształtowania terenu, bezpośrednich obserwacji czy innych symptomów oraz przede wszystkim na podstawie historii zdarzeń.
W sytuacji gdy takiego zagrożenia nie można uniknąć, ryzyko można eliminować lub ograniczać stosując następujące rozwiązania:
1. Aktywne – niedopuszczające lub znacznie ograniczające możliwość wystąpienia obrywu. Wśród tego typu metod wyróżnić można między innymi:
- stabilizacje biologiczną – pokrycie szatą roślinną (odpowiednią dla wysokości miejsca pokrycia), zalesianie (drzewa są najlepszą i praktycznie bezobsługową ochroną) itp.
- stabilizację przy wykorzystaniu metod inżynierskich, polegającą na pokrywaniu skarp siatkami stalowymi, torkretem (betonem natryskowym), w połączeniu z odpowiednim kotwieniem luźnego materiału bądź pojedynczych formacji skalnych (przy wykorzystaniu kotew pasywnych (gwoździ) lub aktywnych.

2. Pasywne – przyjmujące na siebie siłę uderzenia lawiny bądź pozwalające kontrolować / zmieniać jej trajektorię. Można tutaj wyróżnić:
- mury oporowe – konstrukcje wykonane z materiału rodzimego lub z betonu. Z reguły wymagające dużej ilości prac instalacyjnych oraz dość mocno ingerujące w krajobraz. Dodatkowo tego typu konstrukcje sztywne źle znoszą oddziaływanie dynamiczne o dużej energii.
- wały ziemne i tarasy – bardzo dobre, bardzo odporne i zasadniczo bezobsługowe zabezpieczenia, wymagające jednak dość dużej ilości miejsca, w związku z czym rzadko znajdują zastosowanie np. jako ochrona ciągów komunikacyjnych. Często wykonywane przy użyciu materiału zgromadzonego w postaci piargu.
- kurtyny skalne – pokrywanie zboczy siatkami stalowymi o odpowiedniej wytrzymałości, bez ich kotwienia w caliźnie. Zainicjowana lawina (skalna lub lodowa) w sposób kontrolowany sprowadzana jest do strefy deponowania. Metoda stosowana raczej w sytuacji, gdy powierzchnia do pokrycia kurtyną nie przekracza kilkudziesięciu tysięcy metrów kwadratowych. Przy większych powierzchniach stosuje się ze względów ekonomicznych bariery odłamkowe lub wały ziemne.
- zadaszenia i galerie betonowe – drogie i wciąż dość powszechnie stosowane na świecie rozwiązania. Pewnym mankamentem jest ich mała odporność na mocno skupione udary mechaniczne. W trakcie takich zdarzeń, galerie ulegają często spękaniom, a ich naprawa jest mocno skomplikowana. W celu dodatkowej ochrony pokrywane są specjalnymi koszami stalowymi wypełnionymi materiałem amortyzującym. Dodatkową zaletą galerii jest zabezpieczanie przed zalewaniem dróg czy linii kolejowych spływającą po zboczu wodą (woda przepływa po nich).
- bariery odłamkowe oparte na siatkach stalowych wysokiej wytrzymałości. Bardzo dobra, szybka i sprawdzona na świecie metoda ochrony przed zagrożeniami dynamicznymi. W zależności od konstrukcji stanowić mogą ochronę przed pojedynczymi uderzeniami. Cechą szczególną takich konstrukcji jest bardzo precyzyjnie określona odporność dynamiczna, a zatem można je dobrać do określonego rodzaju zagrożenia.
- odstrzeliwanie bądź skuwanie – metody skuteczne w przypadku małej skali zjawiska, w dodatku podnoszące bezpieczeństwo jedynie tymczasowo.